# Sulfure de strontium
Le sulfure de strontium est un composé inorganique ionique de formule SrS. Ce composé est un intermédiaire dans le traitement du sulfate de strontium, le principal minerai de strontium appelé célestine, pour obtenir d'autres composés du strontium,.

## Production et réactions
Le sulfure de strontium est produit par grillage de la célestine avec du coke à 1100–1300 °C. Le sulfate est réduit, laissant le sulfure :
SrSO4 + 2 C   →   SrS + 2 CO2
Environ 300 000 tonnes sont ainsi traités chaque année. Des sulfures luminescents et non luminescents existent, les impuretés, défauts et dopants jouant un rôle important.
Comme attendu pour un sel sulfure d'un élément alcalino-terreux, le sulfure très basique s'hydrolyse facilement au contact de l'eau pour produire de l'hydroxyde de strontium et du sulfure d'hydrogène :
SrS + 2 H2O   →   Sr(OH)2 + H2S
Pour cette raison, les échantillons de SrS ont une odeur d'œuf pourri.
Des réactions similaires sont utilisées dans l'obtention de produits à usage commercial, dont le composé du strontium le plus utilisé, le carbonate de strontium : un mélange de sulfure de strontium avec soit du dioxyde de carbone gazeux ou du carbonate de sodium conduit à la formation d'un précipité de carbonate de strontium,.
SrS + H2O + CO2   →   SrCO3 + H2S
SrS + Na2CO3   →   SrCO3 + Na2S
Le nitrate de strontium peut aussi être préparé de cette façon.